# 자의황후
자의황후(慈懿皇后, 1144년 ~ 1200년 7월 16일(음력 6월 4일))는 남송 광종의 황후이며 영종의 모후이다. 이름은 이봉낭(李鳳娘)이다.

## 생애
하남의 안양 사람으로 절도사를 지낸 이도(李道)의 딸이다. 그녀의 아버지는 문밖에 검은 새 한 마리가 있는 것을 보고 딸의 이름을 봉낭이라 지었다. 고종의 추천으로 그의 손자인 조돈의 비가 되었는데, 이봉낭은 시조부인 고종과 시부 효종 사이를 이간질하여 두 사람의 노여움을 샀다. 1189년 효종의 양위로 조돈이 즉위하자 이봉낭 또한 황후가 되었는데, 대신 황흡은 효종에게 이씨가 황후로서 예의를 차릴 수 있을지 염려된다고 고하였다. 그녀는 자신의 지위를 확고히 하기 위해 아들 가왕 조확을 태자로 책봉하려 하였는데 효종은 광종이 즉위한 지 얼마 되지 않았으니 서두를 필요가 없다고 그녀의 청을 거절하였다. 이봉낭은 "첩이 직접 가왕을 낳았는데 왜 안된다는 것입니까?" 하고 고종의 양자였던 효종의 출신에 빗대어 불만을 표하였고 효종은 크게 노하였다. 이후 이봉낭은 끊임없이 광종과 효종 사이를 이간질하였고 광종이 병석에 누운 효종을 문안하러 가려 하자 그를 말리기도 했다. 이봉낭의 방자함에 효종의 황후인 성숙황후 사씨는 이봉낭을 불러 꾸짖었지만 이봉낭은 효종의 계비인 사씨의 말을 무시했다. 이봉낭은 질투가 심한 여인이었는데, 광종이 손을 씻다가 자신의 시중을 드는 궁녀의 손이 아름답다고 여기자 궁녀의 두 손을 잘라 찬합에 넣어 광종에게 보냈으며, 광종이 궁을 비운 사이 그가 총애하던 황귀비 황씨를 때려죽이기도 했다. 이 사실을 알게 된 광종은 큰 충격을 받아 병석에 누웠고 정신 이상 증세를 보이기 시작했다. 광종의 병이 심해지자 이봉낭은 그를 대신해 국사를 처리했고, 친정의 일가친척 100여명에게 관직을 하사하는 등 권력을 남용했다.

## 가계
- 아버지 : 이도(李道)
- 어머니 : 미상
  - 왕비 : 자의황후 이씨
  - 남편 : 광종